# إيدن جورج
إيدن جورج هو مصور وسياسي نيوزيلندي وأسترالي، ولد في 18 سبتمبر 1863 في فوربس ‏ في أستراليا، وتوفي في 2 مايو 1927 في Manly, New South Wales ‏ في أستراليا. نشط حزبياً في Progressive Party (1901) ‏. وقد انتخب عمدة كرايستشرش ‏ (1892 – 1893) وانتخب عضو الجمعية التشريعية لنيو ساوث ويلز ‏.